# 아이들은 즐겁다
《아이들은 즐겁다》는 2021년에 개봉한 대한민국의 영화이다.

## 줄거리
다이는 새로운 곳으로 이사와 새로운 친구들을
만난다. 그러던 어느날 다이의 엄마가 몸이 더 아파져
큰병원으로 이동한다. 다이는 시행착오 끝에 친구들과
다이의 엄마가 있는 병원으로 가지만 다이의 엄마는
이미 죽은 후다. 그 뒤 다이는 다시 친구들을 만난다.

## 캐스팅
- 이경훈 : 다이 역
- 박예찬 : 민호 역
- 홍정민 : 유진 역
- 박시완 : 재경 역
- 옥예린 : 시아 역
- 이상희 : 다이 엄마 역
- 윤경호 : 다이 아빠 역
- 공민정 : 선생님 역